# Gunpla

Logo de la franchise.

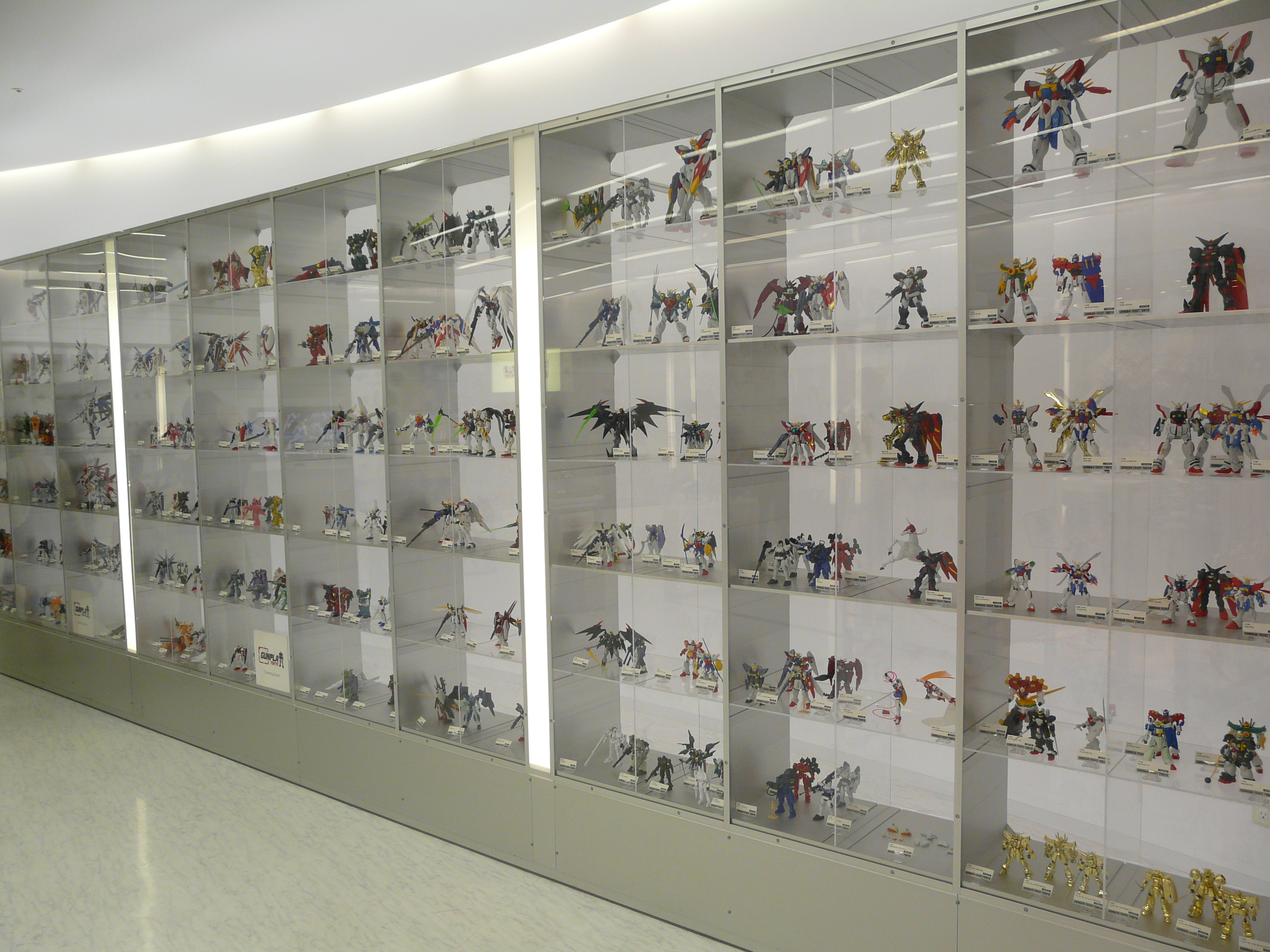
Vitrines remplies de gunpla.

Le terme Gunpla désigne les maquettes de mecha, personnages ou véhicules en plastique issues de la franchise japonaise Gundam et commercialisées par Bandai ; il résulte de la contraction de « Gundam plastic model ». Apparu en 1980, le Gunpla connaît peu à peu un grand succès au Japon au point d’y dominer largement le marché à l’heure actuelle. Le terme désigne aussi l’assemblage des maquettes elle-même.

## Historique
En 1979 sort au Japon la toute première série Gundam réalisée par Yoshiyuki Tomino et Hajime Yatate, révolutionnant le genre mecha et initiant le nouveau genre du real robot. Pourtant, les audiences ne sont alors pas bonnes et ce sont en partie les maquettes de mecha produites en 1980 par Bandai qui sauvent la franchise. Ces dernières visaient un public un peu plus âgé que d’habitude (presque uniquement des jouets pour enfant étaient vendus auparavant) et présentaient donc plus de détails et de réalisme, bien que de factures rudimentaires. D’ailleurs, Bandai axe ses publicités vers les modélistes (via le magazine Hobby Japan) et insiste sur le bon degré de personnalisation des kits.
Le succès est donc immédiat et se prolonge tout au long de la décennie, si bien qu’un grand nombre d’améliorations sont peu à peu introduites, notamment sur les articulations (en caoutchouc), les coloris, les mecha transformables, etc. En 1987 sortent également des maquettes SD Gundam avec un design SD qui connaitront aussi un grand succès. Bandai décide alors en 1990, pour les dix ans du Gunpla, de créer un système de gamme (nommé « grade ») pour classer les kits ; la nouvelle ligne, high grade, présente donc une qualité accrue par rapport aux précédents produits. Par la suite, différentes gammes sortent et le nombre de maquettes devient très important. Ainsi, après la sortie de Gundam SEED en 2002, une ligne de 130 Gunpla est commercialisée rien que pour cet anime.
À l’occasion du trentième anniversaire de la franchise en 2009, une série centrée sur les Gunpla est réalisée : Model Suit Gunpla Builders Beginning G. Une statue représentant un Gundam en taille réelle (soit 18 mètres) est aussi inaugurée en plein Shizuoka, bien que moins liée aux maquettes puisque pas en plastique.

## Popularité et chiffres de vente

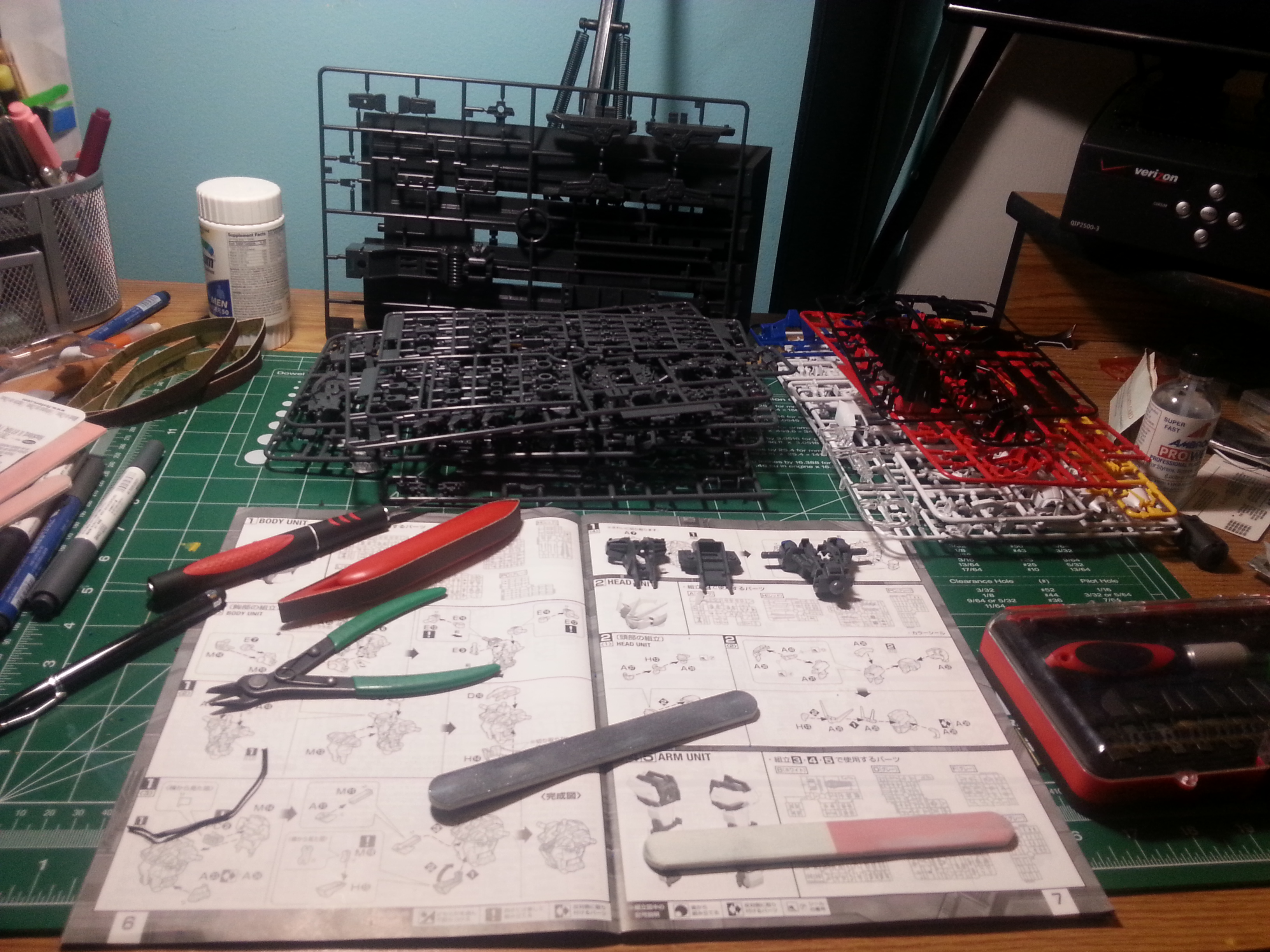
Table de travail d'un modéliste de gunpla.

Les ventes de maquettes font de la franchise Gundam la licence la plus juteuse possédée par Bandai. 400 millions d’unités s’en sont écoulés en tout (estimation en 2010), et le Gunpla pèse à lui seul pour 40 % des ventes de maquettes sur le marché japonais selon une enquête gouvernementale de 2004 (chiffre qui monte à 90 % pour les seules figurines de personnages et de robots). Les SD Gundam remportent aussi en parallèle un grand succès, principalement car il est possible de combiner différentes parties de différents kits pour en personnaliser de nouveaux, concepts très appréciés. Des magasins entiers sont ainsi réservés à Gundam dans les grandes villes japonaises. Dans les années 2000 cependant, les Gunpla souffrent de la contrefaçon, venant principalement de Chine.
La popularité de Gundam Wing (1995) dans le monde permet les premières exportations significatives de Gunpla en Occident. En France, les premières maquettes sortent réellement en 2001, mais les ventes restent marginales.
Plus proche de la culture populaire, divers animes et mangas font références aux Gunpla, dont Genshiken, Keroro-gunsō et bien sûr Model Suit Gunpla Builders Beginning G.

## Gammes
Comme évoqué plus haut, les Gunpla sont classés par gammes (généralement nommées « grade ») en fonction de leur qualité et/ou de leur taille. Les principales sont :
- No grade (1980), bien que le terme n’apparaît que bien plus tard, il désigne rétrospectivement les premières maquettes sorties dès 1980 ;
- (HG) High Grade (1990), première gamme de qualité supérieure à une échelle de 1/144;
- (MG) Master Grade (1995), de qualité supérieure à la high grade avec par exemple la mécanique interne intégralement modélisée à une échelle de 1/100 ;
- (PG) Perfect Grade (1998), gamme la plus évoluée techniquement à une échelle de 1/60;
- (FG) First Grade (1999), gamme à clipser peu onéreuse ;
- (HGUC) High Grade Universal Century" (1999), réédition populaire des robots de l’Universal Century ;
- EX-model (2001), gamme dédiée non aux robots mais aux véhicules et engins volants annexes ;
- UC hard graph (2006), tournée vers les modélistes confirmés ;
- speed grade (2007), robots prépeints de petite taille ;
- MEGA SIZE (2009), gamme surdimensionnée à l’échelle 1/48 au montage simplifié ;
- (RG) Real Grade (2010), gamme restant sur une échelle 1/144 avec un squelette interne, plus de pièces et des détails visuels pour un rendu plus réel.
- (RE/100) Reborn One Hundred] (2014), nouvelle gamme de gunpla au 1/100 présenté au dernier Shizuoka Hobby Show.

La classification exhaustive est toutefois bien plus complexe, puisque dépendant de l’échelle (allant de 1/550 à 1/35), des améliorations (la gamme master grade existe ainsi en version 1.5, 2.0 et 3.0) et des événements spéciaux (une gamme Ver.G 30th est sortie pour les trente ans de la franchise par exemple).

### Sources et références
1. ↑  (en) Patrick Macias et Tomohiro Machiyama, Cruising the anime city : an otaku guide to neo Tokyo, Stone Bridge Press, 2004, 140 p. (ISBN 978-1-880656-88-4, lire en ligne), p. 73
2. 1 2  (en) Tomohiro Machiyama, « "A Good War" - The Meaning of Gunpla », Otaku USA,‎ août 2007 (ISSN 1744-9596, lire en ligne)
3. ↑  Zenkuro, « L’histoire du Gunpla  (1re partie). Les années 80 : naissance et avènement du Gunpla », Hobby Forever, 2007 (consulté le 12 novembre 2010)
4. 1 2  Zenkuro, « L’histoire du Gunpla  (2e partie). Les années 90 : diversité et innovations technologiques », Hobby Forever, 2007 (consulté le 12 novembre 2010)
5. ↑  Zenkuro, « L’histoire du Gunpla  (3e partie). 2000 à 2008 : Bandai face à la dualité grand public / maquettistes confirmés », Hobby Forever, 2008 (consulté le 12 novembre 2010)
6. ↑  « 30 ans de Gunpla, de 1980 à 2010 », gundam-france.com, 2010 (consulté le 12 novembre 2010)
7. ↑  (en) « Namco Bandai Holdings Releases 2007-08 Financials », Anime News Network, 2008 (consulté le 12 septembre 2010)
8. ↑  (en) « Mokei Senshi Gunpla Builders Beginning G Anime Announced », Anime News Network, 12 mai 2010 (consulté le 12 novembre 2010)
9. ↑  « Namco Bandai, 4,3 milliards d’euros de chiffre d’affaires », Le Journal du Net, 2009 (consulté le 17 septembre 2010)
10. ↑  (ja) « 日本の玩具産業の動向 (« Rapport sur l’industrie japonaise du jouet ») », JETRO,‎ 2004 (consulté le 10 septembre 2010)
11. ↑  (en) Nathaniel T. Noda, « When Holding On Means Letting Go: Why Fair Use Should Extend to Fan-Based Activities », Sports and Entertainment Law Journal, University of Denver, no 5,‎ 2008, p. 6 (lire en ligne)
12. ↑  (zh) « 国内商户山寨“高达”玩具遭日方索赔369万 (369 millions de yuan réclamés à des fabricants de jouets chinois) », cnfol.com,‎ 27 avril 2010 (consulté le 12 novembre 2010)
13. ↑  (en) Mark Simmons, « Introduction », dans Yoshiyuki Tomino, Mobile Suit Gundam : Awakening, Escalation, Confrontation, Stone Bridge Press, 2004 (ISBN 9781880656860, lire en ligne), p. 9
14. ↑  (en) « Gunpla Anime Announced », animenation.net, 13 mai 2010 (consulté le 12 novembre 2010)